# Stichastrella ambigua
Stichastrella ambigua är en sjöstjärneart som först beskrevs av Farran 1913.  Stichastrella ambigua ingår i släktet Stichastrella och familjen Stichasteridae. Inga underarter finns listade i Catalogue of Life.